# Peter Fechter
Peter Fechter (14. ledna 1944 Berlín – 17. srpna 1962 Východní Berlín) byl zedník z Východního Berlína, který se v osmnácti letech stal jednou z prvních obětí pohraniční stráže Berlínské zdi.

## Pozadí

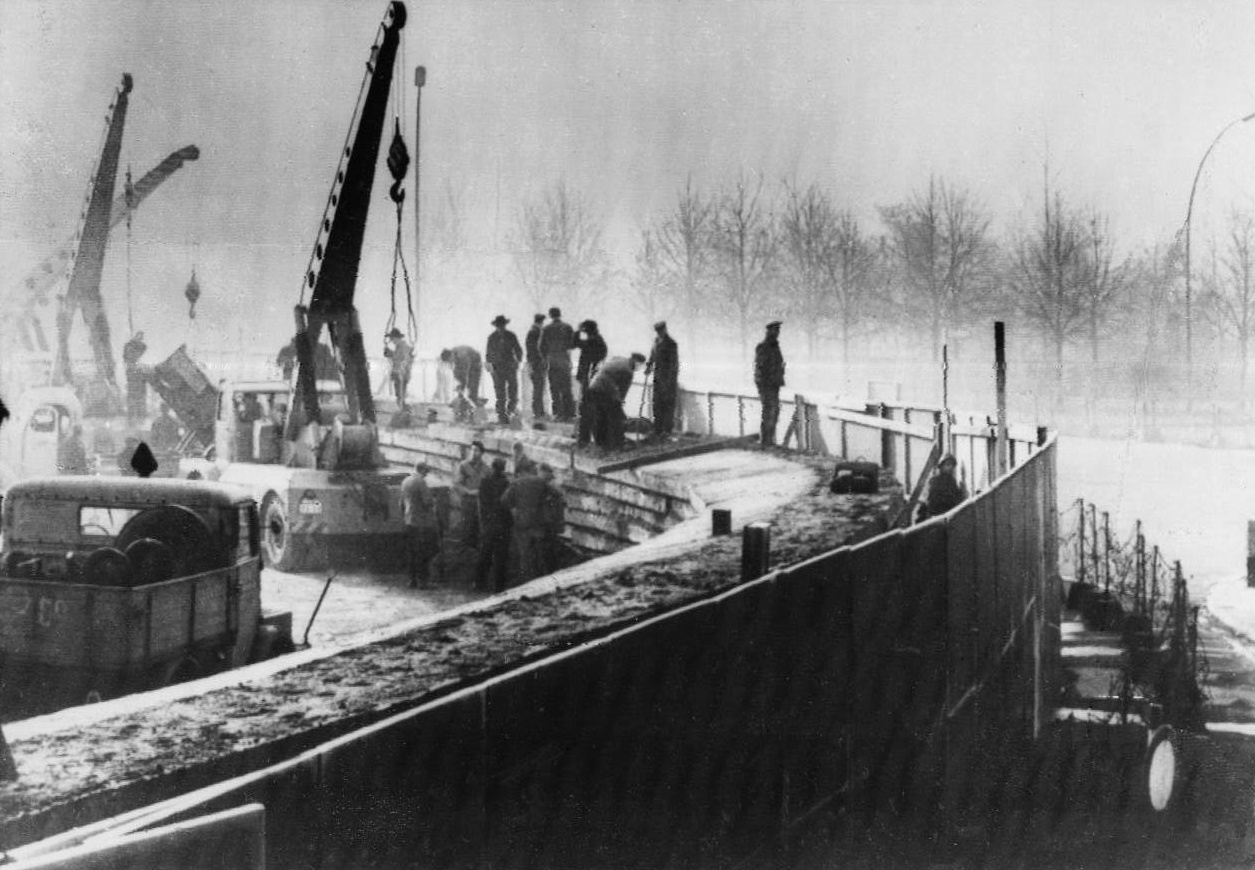
Stavba Berlínské zdi, listopad 1961.

Německo bylo po druhé světové válce společně ovládáno čtyřmi vítěznými spojeneckými mocnostmi - Francií, Velkou Británií, USA a Sovětským svazem. Území bylo rozděleno na čtyři okupační zóny, které byly přímo ovládány armádou jednotlivých Spojenců. Samotný Berlín byl vzhledem ke své důležitosti také rozdělen do čtyř samostatných zón.
Od počátku studené války se postupně přestávala uznávat Postupimská dohoda a Německo se rozdělilo na západní a východní část, de facto kopírující území ovládaná Spojenci, respektive Sovětským svazem. Berlín, který ležel uprostřed východního území, byl rozdělen na Západní Berlín a Východní Berlín. Ačkoli politické preference v NDR získávali především sociální demokraté, v roce 1949 byla zformována vláda v čele s Jednotnou socialistickou stranou Německa (SED). Premiérem se stal Walter Ulbricht.
Zpočátku byla berlínská hranice víceméně průchozí, i přes určité napětí a represe, ale rostoucí počet emigrantů donutil komunistickou vládu v roce 1961 ke stavbě Berlínské zdi. I přes svůj oficiální účel (protifašistická ochrana) sloužila především ke znemožnění odlivu občanů z východu na západ. Stráže měly příkaz zabít každého, kdo se pokusil o její překonání.

## Smrt
Asi rok po zkonstruování zdi se Fechter pokusil uprchnout přes hranice společně se svým přítelem, Helmutem Kulbeikem. Měli v plánu se skrýt v truhlářské dílně v Zimmerstrasse blízko zdi a v příhodný moment skočit z okna do tzv. pásma smrti. Poté měli rychle přejít na druhou stranu a přelézt dva metry vysokou zeď, zakončenou ostnatým drátem. Měli se objevit v západní čtvrti Kreuzberg, kousek od Checkpointu Charlie.
Když oba dorazili ke druhé zdi, zazněly výstřely od stráží. Kulbeik se sice přes zeď stihl dostat, ale Fechtera zasáhla kulka do pánve před očima stovek svědků. Spadl zpět na východ do pásma smrti, kde ležel asi hodinu bez jakékoliv pomoci, než ve velkých bolestech zemřel na vykrvácení. Lidé na západní straně okamžitě zformovali demonstraci, odsuzující „vrahy" z východu.
Neposkytnutí jakékoliv první pomoci byla přisuzována oboustrannému strachu - pozorovatelé ze západu byli neustále v ohrožení od východních stráží, ačkoli se objevila i spekulace o rozkazu amerického velitele, zakazující jakýkoliv zásah. Velitel pohraniční stráže NDR zase uvedl, že se bál zasáhnout kvůli incidentu, při kterém byl před třemi dny zabit východní voják Rudi Arnstadt, zřejmě jedním ze západních policistů. Strážníci každopádně odklidili Fechterovo tělo až hodinu poté, co byl zasažen.

## Vzpomínka

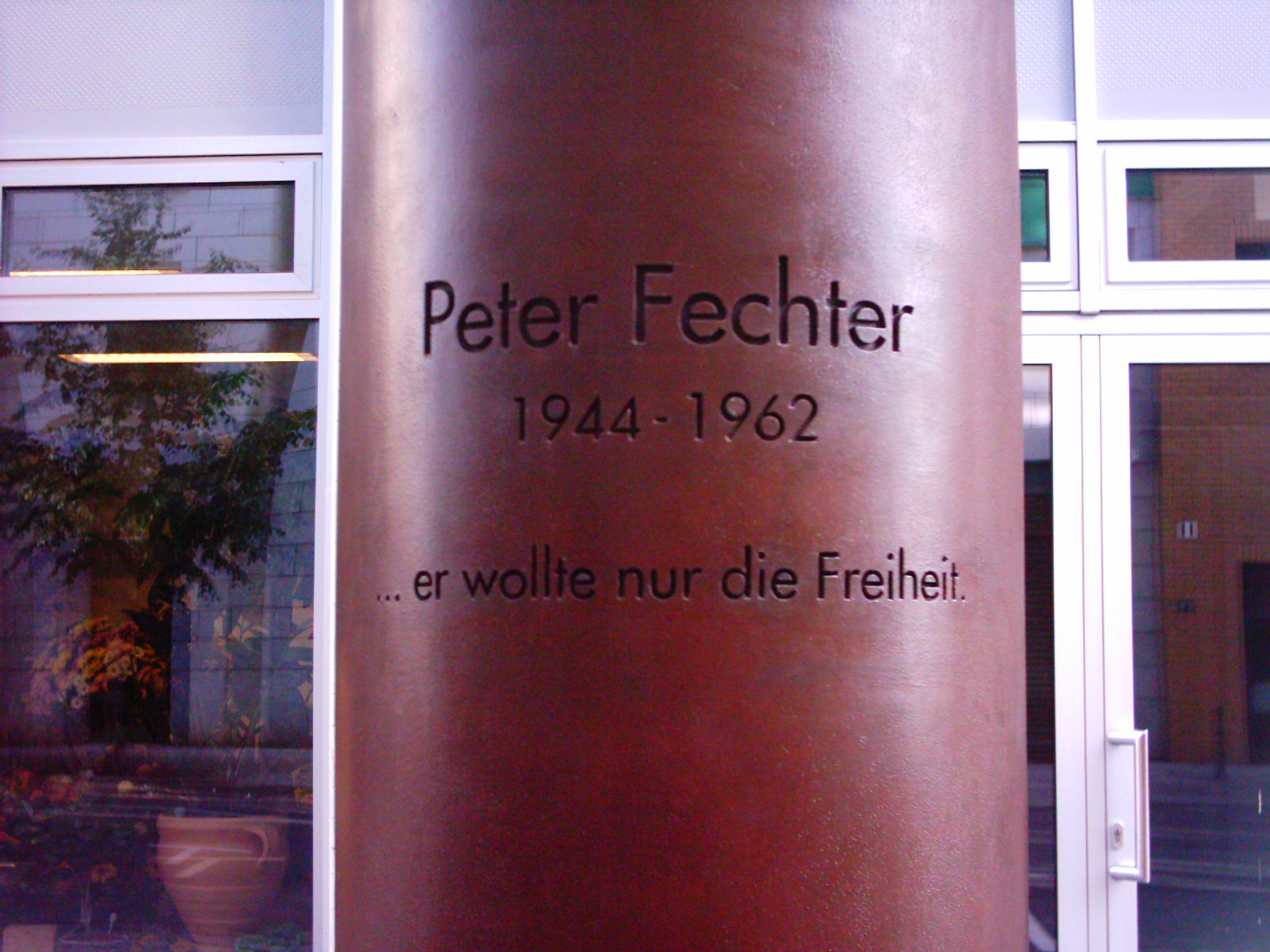
Památník věnovaný Peteru Fechterovi.

Blízko místa incidentu byl na západní straně položen kříž. Na stejném místě o týden později, během přivítání Willyho Brandta (tehdejšího berlínského starosty), Yaleský ruský sbor zazpíval německý překlad Mozartova moteta Ave, verum corpus. V den prvního výročí pak velitel americké armády Polk a Willy Brandt položili na místo pamětní věnec. Po reunifikaci Německa roku 1990 byl v Zimmerstrasse, přesně v místě Fechterova úmrtí, vybudován památník Peter-Fechter-Stelle, jenž se stal ústředním bodem mnoha pietních aktů, spojených se zdí.
Událost se brzy stala tématem mnoha německých dokumentů, irský autor Cornelius Ryan dokonce věnoval svou knihu Poslední bitva právě Fechterově památce. Finský hudební skladatel Aulis Sallinen mu zase věnoval orchestrální skladbu Mauermusik.

## Proces
V březnu 1997 čelila dvojice bývalých strážníků, Rolf Friedrich a Erich Schreiber, obvinění ze zabití Petera Fechtera, ke kterému se oba nakonec doznali. Oba byli podmínečně odsouzeni ke dvaceti a jednadvaceti měsícům vězení. Soud nedokázal určit, který ze tří pohraničníků vystřelil smrtící kulku (třetí střelec zemřel).